# Климат Пермского края
Климат Пермского края умеренно континентальный. Зима снежная, продолжительная; лето умеренно тёплое; большинство атмосферных осадков выпадает в тёплое полугодие. Среднегодовая температура воздуха колеблется от 0 °C на севере до +2 °C на юге Пермского края, а на северо-востоке края (в горной местности) среднегодовая температура составляет ниже 0 °C. Годовая норма осадков составляет от 410—450 мм на юго-западе края до 1000 мм на крайнем северо-востоке края.
В Пермском крае Коми-Пермяцкий автономный округ районы Гайнский, Косинский, Кочевский приравнены к районам Крайнего Севера.

## Общая характеристика
Климатические условия Пермского края определяются влиянием западного переноса воздушных масс. Значительное влияние оказывают особенности рельефа: за счёт барьерного влияния Уральских гор на востоке и на северо-востоке Пермского края среднегодовые температуры воздуха несколько ниже, чем на той же широте на западе территории, и выпадает значительно больше осадков.

## Характеристика сезонов года

### Зима

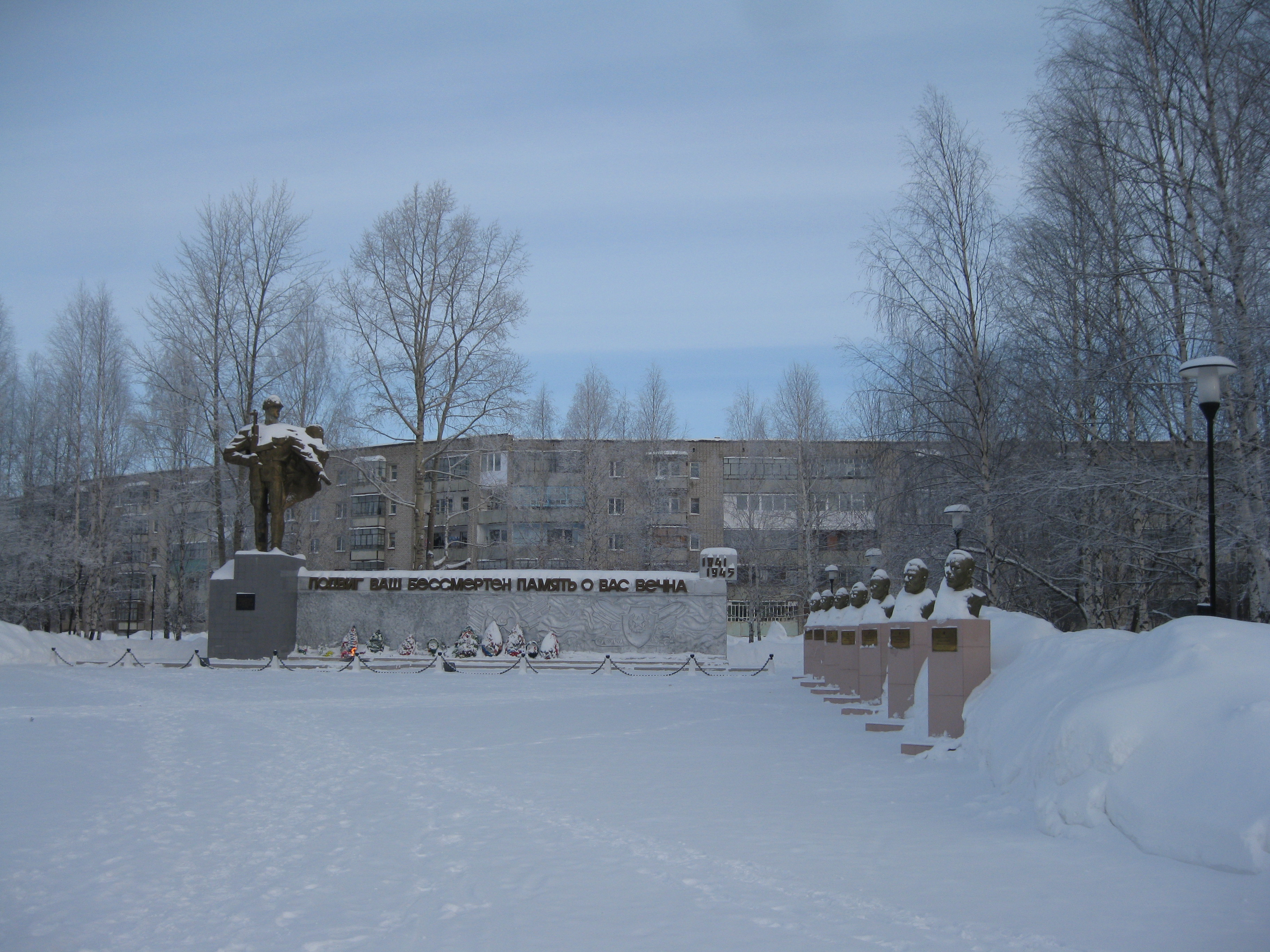
Площадь Победы в Чернушке (юг Пермского края) 26 декабря 2010 года.

Зима продолжительная, снежный покров устанавливается в конце октября — начале ноября и держится до третьей декады апреля, то есть в среднем 170—190 дней в году. Погоду зимой в Пермском крае формирует западный отрог азиатского антициклона. Толщина снежного покрова к марту достигает 80—90 см на севере и 60—70 см на юге края. Средняя температура января на северо-востоке Пермского края составляет −18,5 °C, а на юго-западе — −15 °C. Абсолютный минимум температуры достиг минус 53 °C. Зимой на территории Пермского края преобладают ветра южных и юго-западных направлений. Во все зимние месяцы возможны и оттепели, вызванные чаще всего адвекцией тёплых воздушных масс с Атлантики.
Абсолютный минимум температуры в Перми отмечался 31 декабря 1978 года: −47 °C, а максимум 20 января 2007 года: +4,3 °C
| Высота снежного покрова в Перми, см | Высота снежного покрова в Перми, см | Высота снежного покрова в Перми, см | Высота снежного покрова в Перми, см | Высота снежного покрова в Перми, см | Высота снежного покрова в Перми, см | Высота снежного покрова в Перми, см | Высота снежного покрова в Перми, см | Высота снежного покрова в Перми, см | Высота снежного покрова в Перми, см | Высота снежного покрова в Перми, см | Высота снежного покрова в Перми, см | Высота снежного покрова в Перми, см |
| Месяц                               | Янв                                 | Фев                                 | Мар                                 | Апр                                 | Май                                 | Июн                                 | Июл                                 | Авг                                 | Сен                                 | Окт                                 | Ноя                                 | Дек                                 |
| ----------------------------------- | ----------------------------------- | ----------------------------------- | ----------------------------------- | ----------------------------------- | ----------------------------------- | ----------------------------------- | ----------------------------------- | ----------------------------------- | ----------------------------------- | ----------------------------------- | ----------------------------------- | ----------------------------------- |
| Средняя                             | 48                                  | 61                                  | 60                                  | 19                                  | 0                                   | 0                                   | 0                                   | 0                                   | 0                                   | 2                                   | 12                                  | 30                                  |
| Максимальная                        | 92                                  | 111                                 | 107                                 | 111                                 | 24                                  | 0                                   | 0                                   | 0                                   | 17                                  | 22                                  | 45                                  | 98                                  |

### Весна

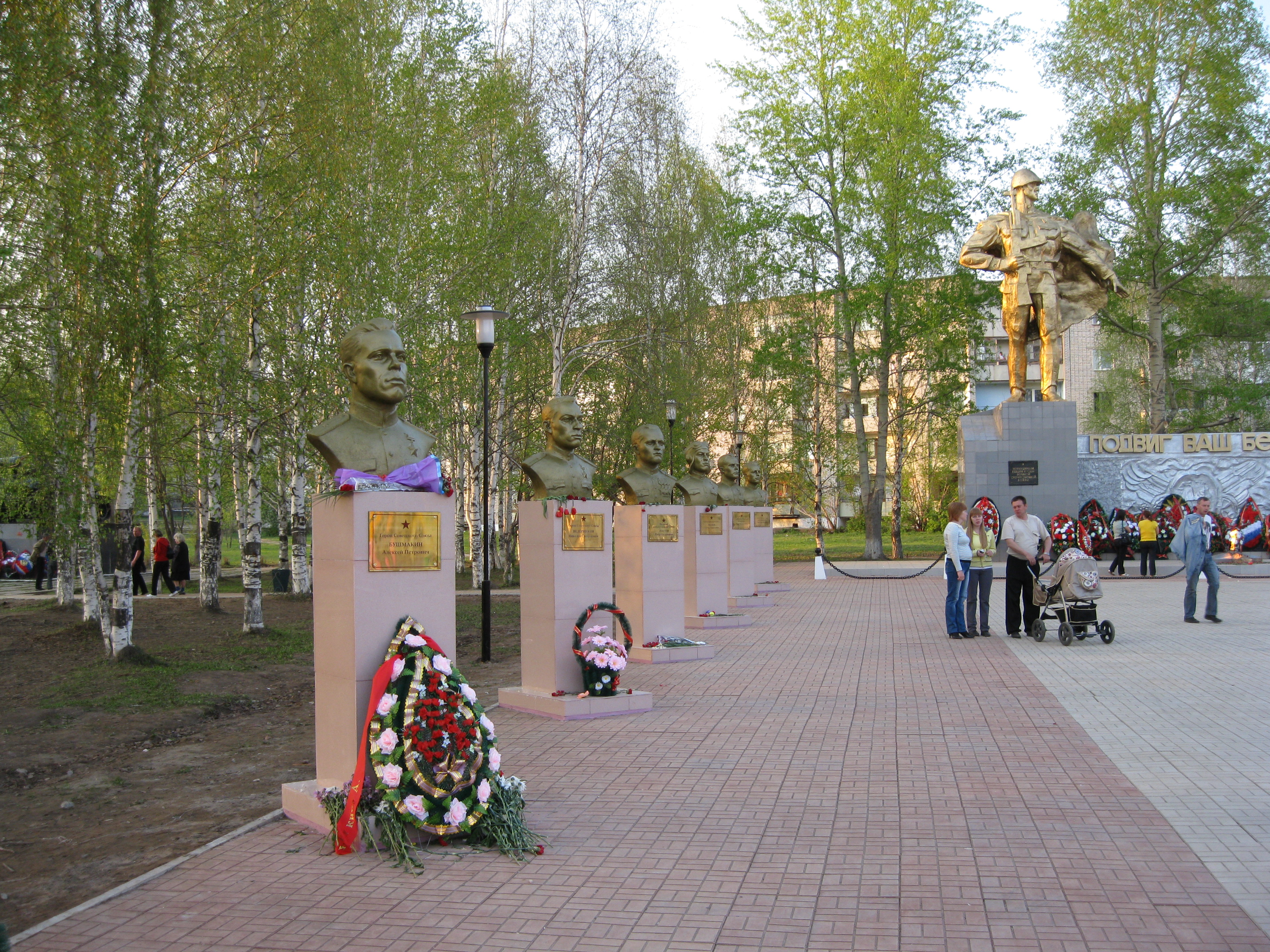
Площадь Победы в Чернушке (юг Пермского края) 9 мая 2010 года.

Весна характеризуется неустойчивой погодой с резкими колебаниями температуры воздуха (в начале апреля возможны температуры до −25 °C, а в конце апреля до +25 °C). В мае — апреле фиксируются максимальные в году средние скорости ветра, которые превышают 10 м/с. Активное снеготаяние и переход температуры воздуха через 0° начинается обычно в первой декаде апреля. В мае часто случаются сильные заморозки до −5° и установление временного снежного покрова.

### Лето
Лето умеренно тёплое, самым тёплым и самым солнечным (в среднем 276 часов солнечной погоды) месяцем является июль. Средняя температура июля на северо-востоке Пермского края составляет +15 °C, а на юго-западе +18,5 °C. Абсолютный максимум температуры достиг +38,6 °C, зафиксированный 21 августа 2021 года. Летом на территории Пермского края преобладают ветра северных направлений. Летом выпадает до 40 % всей годовой суммы осадков.
Длительность вегетационного периода (с температурой более +5 °C) составляет 145—165 дней, безморозного периода (температуры выше +0 °C) — 93-152 дня (в среднем 118 дней), а продолжительность периода со среднесуточными температурами воздуха выше +10 °C составляет около 120 дней.

### Осень
Осень начинается понижением температуры, увеличением числа облачных и дождливых дней. Осенью погоду обычно формируют циклоны. Средние даты первых заморозков меняются в зависимости от местности: от 29 августа (Тулпан) до 20 сентября (Ножовка). В 3-й декаде октября отмечается переход среднесуточной температуры воздуха через 0 °C. Временный снежный покров обычно формируется в октябре, но возможно и во второй декаде сентября. Средние даты появления временного снежного покрова колеблются от 6 октября (в предгорьях) до 18 октября (на юге).
Почти ежегодно бывает бабье лето, характеризующейся ясной, тёплой и сухой погодой с температурами до +20 °C, и обусловленной прохождением антициклонов с запада на восток.
Во второй половине ноября устанавливается зимний характер погоды и температура воздуха опускается ниже −5 °C, из неблагоприятных и опасных явлений в это время чаще наблюдаются сильные снегопады, а в конце месяца возможно похолодание до −35 °C.

## Мезоклиматы
В Пермском крае встречаются мезоклиматы (местные климаты) города, крупных водохранилищ, возвышенных и низменных ландшафтов. В Перми существует городской мезоклимат со следующими особенностями: в течение всего года температура воздуха в центральной части города на 0,5 — 1 °C выше окрестностей; зафиксировано меньшее количество дней с сильными ветрами (более 15 м/с). Мезоклимат крупных водохранилищ характеризуется более высокой температурой воздуха (на 4—5 °C) при резких кратковременных похолоданиях, а весной после ледохода пониженными температурами (до 2 °C) в прибрежной зоне. Мезоклимат высокогорий характеризуется более интенсивными осадками, более высокими скоростями ветра и более низкими летними и зимними температурами.

## Опасные метеорологические явления
Опасные метеорологические явления повторяются достаточно часто. За год наблюдается 20 — 30 случаев опасных метеорологических явлений, большинство из них это весенние и осенние заморозки, до 5 — 7 раз в год наблюдаются сильные ливни и шквалы. Туманы на территории Пермского края наблюдаются в течение года, но чаще в июле — октябре, а в районе Полюдова Камня насчитывается до 195 туманных дней в году. Грозы наблюдаются чаще летом, но бывают и зимой.
В Пермском крае, не защищённом от вторжений арктического воздуха, характерны резкие похолодания и снегопады в вегетационный период, за двадцать лет было отмечено четыре случая поздних снегопадов с установлением снежного покрова на обширной территории, в результате которых был причинён значительный ущерб: 21-22 мая 1993 года, 5-6 июня 1995 года, 23-24 мая 1996 года и последняя декада мая 2002 года.
Сильная жара редко наблюдается в Пермском крае, за период 1981—2012 годы зафиксировано 26 дней с температурой выше +35 °C, из них 11 дней в июле 2010 года. Абсолютный максимум в Пермском крае был зафиксирован 30 июля 2010 года в Верещагино: +38,2 °C.
В 2014 году среднемесячная температура воздуха в Перми в июле составила 14,4 °C (норма 18,6 °C), впервые после 1926 года, и выпало 105 мм осадков (норма 70 мм осадков).

## Гидрометеорологическая служба
Первые метеорологические наблюдения начали проводить в Перми в 1832 году и до 1881 года они осуществлялись с перерывами, а с 1881 года постоянно (которые вёл Ф. Н. Панаев до своей смерти в 1932 году), данные метеорологических наблюдений с 1882 года хранятся во ВНИИГМИ-МЦД. С 1847 года ведутся метеонаблюдения в Чердыни (с 1883 года постоянная метеостанция); по другим данным Чердынская метеостанция была основана в 1877 году и стала одной из первых на северо-востоке России. В 1895—1900 годах проводились метеонаблюдения на посту с. Сайгатка (с 1958 года — станция г. Чайковский). Всего по состоянию на 2014 год в Пермском крае работают 25 метеорологических станций.